# Pastoral Hide and Seek
 (décembre 2022).
Si vous disposez d'ouvrages ou d'articles de référence ou si vous connaissez des sites web de qualité traitant du thème abordé ici, merci de compléter l'article en donnant les références utiles à sa vérifiabilité et en les liant à la section « Notes et références ».
Albums de The Gun Club
Mother Juno Divinity
Pastoral Hide and Seek (Solid Records 1990) est un album du groupe The Gun Club.

## Titres
1. Humanesque
2. Straights of Love and Hate
3. Emily's Changed
4. I Hear Your Voice Singing
5. St John's Divine
6. Great Divide
7. Another Country's Young
8. Flowing
9. Temptation and I
10. Eskimo Blue Day